# Daner
Danerne var den betegnelse, indbyggerne i og grundlæggerne af Dania, senere Danmark fik af ældre europæiske kilder. Navnet Dani optræder først fra 500-tallet, men derefter optræder det forholdsvis hyppigt.
I et nyere tysk værk angives det, at danerne var en folkegruppe, der boede i det nuværende Sydsverige (Skånelandene var del af det danske kerneområde til 1645/1658). De indvandrede senest i 500-tallet til østdanske øer. I år 964 lykkedes det Harald Blåtand at erobre Skåne, der for en tid havde regeret sig selv, og derved gensamle det meste af danernes tidligere erobringer. Det er denne samling, der er markeret med Jellingstenen. Disse angivelser stemmer overens med franske optegnelser om danernes (kong Gudfreds) ankomst til Hedeby (i dag Slesvig) år 804.
I anden halvdel af 7. århundrede oplyser en ukendt geograf fra Ravenna, at nordboernes land "fra gammel tid" kaldes Dania. Hans udtalelse om danernes placering ved Østersøens udløb harmonerer således med omtalen i Alfred den Store's Orosius-oversættelse (inkl. Ottars rejse) af syddaner i Sydslesvig og norddaner på den svenske vestkyst, i Skåne og på øerne, som her for første gang får navnet Daenemearc. Endnu tidligere oplyser den frankiske krønikeforfatter Gregor af Tours (omkring 570) om, at en dansk konge ved navn Chochilaichus under frankernes konge Theodorik (511-533) sejlede over havet og hærgede de frisiske kyster, indtil han blev dræbt og hans flåde besejret. Ligeledes oplyser den omtrent samtidige biskop og poet Venantius Fortunatus af Poitiers i sine hyldestdigte til de frankiske konger om kampe mellem frankere og daner og et dansk-saksisk angreb på Vestfrisland i midten af 6. århundrede.
Krønikeskriveren Jordanes oplyser i sit værk Getica (omkring 551 e.Kr.), at danerne skal være af samme afstamning som "suetiderne" (svenskerne) og have fordrevet herulerne fra deres landområde. Denne oplysning sammenstilles ofte med en oplysning i den samtidige byzantinske historieskriver Prokopius' værk om kejser Justianians goterkrige, at herulerne efter longobardernes erobring af deres land ved Donau i begyndelsen af 500-tallet for flertallets vedkommende drog nordpå gennem de slaviske områder og øde områder til varnerne, derfra hastigt forbi danerne over havet til øen Thule (formentlig den skandinaviske halvø), hvor de bosatte sig i nærheden af goterne. Videre oplyses, at de tilbageblevne herulere blev utilfredse med deres konge, dræbte ham og sendte en delegation til Thule for at få en ny konge af den gamle kongeæt. Den første konge døde imidlertid i danernes land, så de vendte tilbage, fik en ny og fik denne bragt i god behold hjem. Her havde kejseren imidlertid indsat en anden konge i mellemtiden, og da herulerne samledes om deres nye konge, blev de undertrykt af kejseren, som genindsatte sin egen kandidat. Delegationens tilbagekomst i 548 blev således kilden til både Prokopius' og Jordanes' omtale de næste 5 år i Konstantinopel af herulernes møder med danerne - altså en samtidig omtale af en skandale for Justinian.
Jordanes' oplysninger har ellers været fortolket således, at herulerne oprindeligt stammede fra dansk område, var blevet fordrevet herfra af danerne, og at de så langt senere skulle være rejst tilbage til "deres gamle hjemland" og bosat sig nær goterne. Eftersom herulerne første gang omtales år 267 som bosatte i Sydrusland, skulle fordrivelsen være sket inden da. I nyere tid har historikerne dog stillet sig tvivlende til denne fortolkning, som stammer fra G. Schønnings usikre tolkning af teksten i 1783.
I begyndelsen af 800-tallet oplyser de frankiske rigsannaler om forhandlinger med de danske konger, efter at kejser Karl den Store havde underkuet sakserne og flyttet Karolinerrigets grænse frem til Elben: i 804 skal danernes konge Gudfred med sin flåde og hær være kommet til Sliestorp ved Hedeby på grænsen mellem hans rige og Saksen og dér have indledt forhandlinger. 808 oplyses om Gudfreds angreb i de slaviske områder, handelspladsen Rerics ødelæggelse og overflytning af stedets købmænd til Sliestorp samt om, at Godfred skulle have befalet opførelsen af en grænsevold til rigets beskyttelse (Dannevirke), og 811 oplyses om underskrivelsen af en fredsaftale ved Ejderen, hvor der blandt de dansk garanter optræder "Osfrid de Sconaowe" (Asfred af Skåne). Det tolkes som vidnesbyrd om det danske riges datidige udstrækning.